# Веронский собор
Веронский собор — поместный собор Католической церкви, состоявшийся в Вероне в 1184 году под председательством папы Луция III и при участии императора Фридриха I Барбароссы (1155—1190). На соборе были осуждены ереси арнольдистов, вальденсов и катаров.

## Предыстория
1 сентября 1181 года Убальдо, кардинал-епископ Остии, был избран папой римским под именем Луция III (1181—1185). Желая продолжить активную политику своего предшественника Александра III (1159—1181), но не обладая его энергией, Луций столкнулся с трудностями, заставившими его покинуть Рим в марте 1182 года. При поддержке епископа Кристиана Майнцкого он смог вернуться в город. После того, как решениями ряда соборов были прекращены споры короля Англии Генриха II с его сыновьями, папа получил от английского монарха значительную сумму, позволившую ему привлечь на свою сторону значительное число римлян. Однако вслед за этим жители Рима вновь напали на священников из свиты папы, выкололи им глаза, в результате чего папа вновь был вынужден спасаться бегством, отлучив от церкви виновных. 22 июля 1184 года он прибыл в Верону, где он собирался встретиться с императором Фридрихом I.
Император в это время находился в Италии. Находясь в июне в Констанце, он заключил выгодный договор с городами Ломбардской лиги. Тогда же Фридрих активизировал контакты с папской курией, начатые в 1182 году с папой Александром III, по поводу наследства умершей ещё в 1115 году Матильды Тосканской — по предложению императора, взамен на уступку Империи её владений, церкви обещалась десятая часть с имперских доходов, получаемых из Италии. Также Фридриха интересовало подтверждение прав своей династии на королевство Сицилия. Для переговоров в Констанц прибыли кардинал священник церкви Святого Марка Иоанн и епископ Луни Пётр. Им были повторены прошлогодние предложения, а папе Луцию III Фридрих написал послание, в котором предложил обсудить все проблемы при личной встрече 29 июня 1184 года на озере Гарда. Однако вскоре после этого отношения с курией вновь испортились, после того как император вмешался в епископские выборы в Трире. Во второй половине 1183 года Фридрих занимался делами империи: принял участие в Майнцком рейхстаге, вёл матримониальные переговоры с королями Вильгельмом II Сицилийским (лето 1184) и Ричардом Львиное Сердце (август 1184). В начале сентября император выступил из Регенсбурга и через перевал Бреннер направился в Италию.
Поскольку оговоренное ранее время было уже просрочено, через папского посланника епископа Сикарда Кремонского были согласованы новые место и время, в Вероне. Новая повестка встречи включала урегулирование взаимных споров, возведение сына императора соправителем Империи и утверждение господства Фридриха над городами Италии. В присутствии двух предводителей христианского мира состоялось крупное собрание, признанное современниками как собор.
Одновременно с этой встречей в Вероне происходило собрание катаров.

## Ход собора
Обсуждения, начавшиеся в конце октября 1184 года, продолжались до начала ноября и касались многих вопросов. Папа просил о войсках для борьбы с мятежниками в Риме, которых собор объявил врагами церкви, однако император был готов предоставить только небольшой отряд и не желал связывать себя обещаниями. Обсуждался вопрос об имуществе Матильды Тосканской, однако безрезультатно. Луций отказался короновать императора римским королём. Ещё одним обсуждавшимся вопросом был спор за кафедру Трира, оспаривавшуюся после смерти архиепископа Арнольда I в 1183 году. Одним из претендентов был избранный архиепископ Фольмар, другим — поддерживаемый императором Рудольф Видский. Фольмар обратился за поддержкой к папе, который пожелал решить эту проблему лично. Оба претендента прибыли в Италию, однако решение не было принято. Рудольф вернулся в Германию, тогда как Фольмар остался в Италии. На веронской встрече император настаивал на подтверждении своего кандидата, однако папа не давал окончательного ответа. Фридрих принял участие также в решении церковных вопросов, одним из которых было возвращение в церковь священнослужителей, рукоположенных антипапами и смещённых по решению Третьего Латеранского собора 1179 года. Множество таких священников прибыло в Верону в ожидании решения своей судьбы. Вначале папа был склонен смотреть эти случаи благосклонно, однако затем под влиянием архиепископов Вормса и Майнца решил, что решение вселенского собора может быть пересмотрено только другим вселенским собором, который он решил созвать в Лионе. Немецкие епископы протестовали, но безрезультатно.
В Верону прибыли латинский патриарх Иерусалима Ираклий и посланники короля Балдуина IV магистры орденов тамплиеров и госпитальеров с просьбой защитить Святую землю. В их поддержку красноречиво выступил 4 ноября архиепископ Равенны Джерардо. В результате папа дал послам рекомендательные письма к европейским монархам и убеждал императора организовать новый крестовый поход. Фридрих отнёсся к этому предложению сочувственно и обещал по возвращении в Германию подготовиться к этому предприятию и начать приготовления в следующем году. Магистр тамплиеров Арно де Торож умер в Вероне 30 сентября.
4 ноября император торжественно издал закон против еретиков, и в тот же день папа Луций провозгласил декрет Ad abolendam против всех еретиков своего времени, прежде всего катаров, патаров и «pauperes de Lugduno» — название, под которым тогда были известны вальденсы. Декрет карал вечной анафемой всех тех, кто, в особенности под маской благочестия и церковной санкции, публично или тайно проповедовал ошибочные учения. Та же кара полагалась их сторонникам и защитникам. Виновные священники и монахи карались лишением своего сана и передавались светским властям, а их имущество конфисковывалось. Графы, бароны и все прочие представители гражданской власти должны были оказывать церкви содействие в её борьбе против ересей.
Вскоре после этого император покинул Верону, не договорившись с папой по принципиальным для него вопросам.